# Alexander Engel (Schauspieler)
Alexander Engel, eigentlich Kurt Ludwig Wilhelm Engel, (* 4. Juni 1902 in Berlin; † 25. Juli 1968 in Saarbrücken) war ein deutscher Schauspieler und Regisseur. Den Künstlernamen „Alexander“ nahm er an, um Verwechselungen mit dem zur gleichen Zeit populären Musiker Kurt Engel zu verhindern.

## Leben
Alexander Engel wurde als Sohn des Wäschezuschneiders Richard Engel und dessen Ehefrau  Helene geb. Heinrich in der elterlichen Wohnung in der Mehnerstraße 3 (heute in etwa Mollstraße 20) geboren. Seine schauspielerische Ausbildung erhielt er an der Reicherschen Hochschule für Dramatische Kunst in Berlin. Ab 1923 stand er auf den Bühnen in Allenstein, Königsberg und Rostock. Sein Bruder Rudolf Engel war zeitweise Vorstandsvorsitzender der DEFA und hat als Widerstandskämpfer gegen den Nationalsozialismus gekämpft.
1931 kam er nach Berlin und spielte unter anderem am Renaissance-Theater und am Theater am Kurfürstendamm. Zu seiner ersten Spielfilmrolle kam er 1932 als Bürodiener Fritz in Hasenklein kann nichts dafür. Auf der Bühne wie beim Film verkörperte er in Nebenrollen oft skurrile Figuren. Zuletzt trat er in einigen Edgar-Wallace-Filmen als mysteriöser Arzt oder Geistlicher in Erscheinung.
Alexander Engel starb am 25. Juli 1968 im Alter von 66 Jahren in Saarbrücken, nachdem er während der Aufnahmen für ein Hörspiel plötzlich im Studio zusammengebrochen war. Beigesetzt wurde er in Berlin, auf dem landeseigenen Friedhof Heerstraße im heutigen Ortsteil Westend (Feld II-Ur 3-161). Die Grabstätte wurde im August 2008 nach 40-jähriger Nutzzeit neu vergeben und ist somit nicht mehr zu besichtigen.
Sein schriftlicher Nachlass befindet sich im Archiv der Akademie der Künste in Berlin.

## Filmografie

### Kinofilme
- 1932: Hasenklein kann nichts dafür
- 1933: Des jungen Dessauers große Liebe
- 1934: Musik im Blut
- 1934: Prinzessin Turandot
- 1935: Einer zuviel an Bord
- 1936: Savoy-Hotel 217
- 1936: Schlußakkord
- 1936: Unter heißem Himmel
- 1937: Weiße Sklaven
- 1937: Madame Bovary
- 1937: Die gelbe Flagge
- 1937: Andere Welt
- 1938: Schüsse in Kabine 7
- 1938: Ab Mitternacht
- 1938: Ballade
- 1938: Sergeant Berry
- 1939: War es der im 3. Stock?
- 1939: Der grüne Kaiser
- 1939: Der Vierte kommt nicht
- 1939: Die Hochzeitsreise
- 1939: Parkstrasse 13
- 1939: Der Vorhang fällt
- 1939: Die fremde Frau
- 1939: Brand im Ozean
- 1940: Kriminalkommissar Eyck
- 1940: Golowin geht durch die Stadt
- 1941: Alarm
- 1942: Vom Schicksal verweht
- 1942: Anschlag auf Baku
- 1944: Sieben Briefe
- 1949: Die blauen Schwerter
- 1949: … und wenn’s nur einer wär’ …
- 1950: Die lustigen Weiber von Windsor
- 1950: Das kalte Herz
- 1952: Der bunte Traum
- 1953: Schlagerparade
- 1955: Das Fräulein von Scuderi
- 1955: Meine Kinder und ich
- 1956: Ein Herz schlägt für Erika
- 1956: Waldwinter
- 1956: Der Glockengießer von Tirol
- 1957: Ein Leben für Zeiss
- 1957: Das Glück liegt auf der Straße
- 1957: Aufruhr im Schlaraffenland
- 1958: Zeit zu leben und Zeit zu sterben
- 1958: Taiga
- 1959: Mandolinen und Mondschein
- 1961: Im Stahlnetz des Dr. Mabuse
- 1961: Die seltsame Gräfin
- 1963: Das indische Tuch
- 1963: Der Henker von London
- 1966: Lange Beine – Lange Finger
- 1968: Der Hund von Blackwood Castle
- 1968: Dynamit in grüner Seide
- 1969: Rote Lippen – Sadisterotica (El caso de las dos bellezas)

### Fernsehen
- 1953: Der Fall Sieveking
- 1954: Türen – Türen – Türen...
- 1955: Straßenknotenpunkt
- 1956: Schiff ohne Hafen
- 1957: Kopf oder Zahl
- 1958: Ein weißer Elefant
- 1958: Wie es euch gefällt
- 1959: Gesucht wird Mörder X
- 1959: Affäre Dreyfus
- 1961: Hamlet, Prinz von Dänemark
- 1963: Die Legende vom heiligen Trinker
- 1963: Freunde wie Wölfe
- 1963: Die Chorjungen von St. Cäcilia
- 1964: Das Haus der Schlangen
- 1964: Elektra
- 1964: Aktion Brieftaube – Schicksale im geteilten Berlin
- 1965: Colombe
- 1965: Romulus der Große
- 1966: Jens Claasen und seine Tiere
- 1966: Leben wie die Fürsten
- 1966: Königliches Abenteuer
- 1967: Betrug der Zeiten
- 1967: Der Revisor
- 1967: Der öffentliche Ankläger
- 1967: Die Rolle seines Lebens
- 1967: Heinrich IV.
- 1968: Der Monat der fallenden Blätter
- 1969: Vom Teufel geholt

## Theater
- 1951: Gerhart Hauptmann: Fuhrmann Henschel (Siebenhaar) – Regie: Ernst Karchow (Theater am Kurfürstendamm)

## Hörspiele
- 1950: Hermann Turowski: Die Präsidentenmacher – Regie: Carl Lange (Berliner Rundfunk)